# 에리히 마리아 레마르크
에리히 마리아 레마르크(독일어: Erich Maria Remarque, 1898년 6월 22일 ~ 1970년 9월 25일)는 독일의 소설가이다.
독일 서부 베스트팔렌 주의 오스나브뤼크에서 태어났다. 독실한 가톨릭 신자인 그는 18세 때 사범학교 재학 중 제1차 세계 대전에 참가하여 여러 번 죽을 고비를 넘겼다. 이 때의 경험을 바탕으로 쓴 <서부 전선 이상 없다>로 일약 세계적인 작가가 되었다. 이 소설은 그 후에 씌어진 <귀로>와 함께 전쟁에 대한 증오를 잘 그려낸 뛰어난 작품이다. 반전 문학의 대표작으로 꼽히는 이 작품은 여러차례 영화화되기도 하였다.
그러나 나치스가 정권을 잡자 더 이상 독일에 있지 못하고, 프랑스로 망명했고, 2차대전이 터지자 미국으로 다시 망명하였다. 전쟁이 끝난후 스위스에 정착했다.
그는 또 제2차 세계 대전 때의 프랑스 파리를 무대로, 한 망명객의 불안과 절망을 묘사한 <개선문>을 발표하여 다시 이름을 떨쳤다. 이 소설은 자전적인 소설이다. 1947년에 미국 시민권을 취득하였으나, 이듬해 스위스로 돌아왔다. 1958년에는 미국의 배우 폴레트 고다드와 재혼하였으며, 로카르노에서 72세의 나이로 사망하였다.

## 주요 작품
- 《서부 전선 이상 없다》(1929년)
- 《귀로》(1931년)
- 《세 사람의 전우》(1937년)
- 《너의 이웃을 사랑하라》(1941년)
- 《개선문》(1946년)
- 《생명의 불꽃》(1952년)
- 《사랑할 때와 죽을 때》(1954년)
- 《검은 오벨리스크》(1957년)
- 《하늘은 은총을 베풀지 않는다》(1961년)
- 《리스본의 밤》(1964년)
- 《약속의 땅》(1970년)
- 《그늘진 낙원》(1971년) (유고작)